# إيلين موفات
إيلين موفات هي فنانة كندية، ولدت في 1954 في تورونتو في كندا.

## وصلات خارجية
- الموقع الرسمي